# Hohentwiel

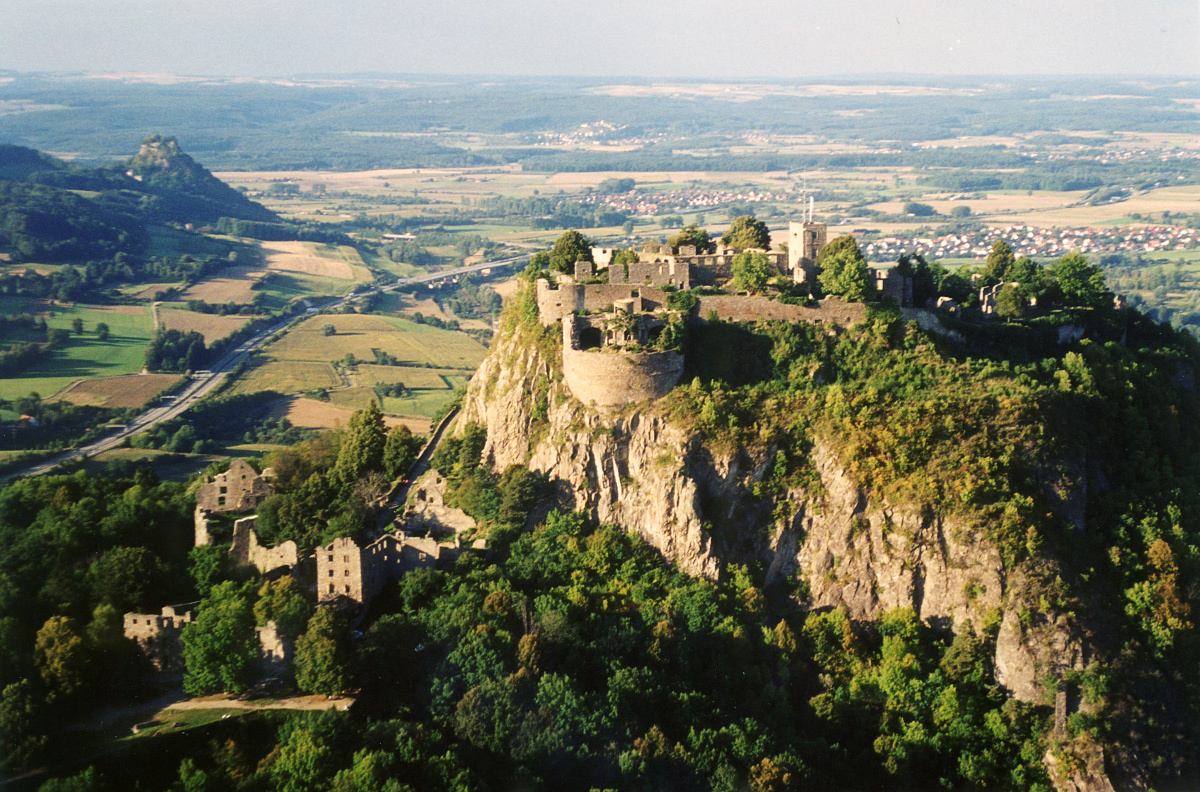
Ruinas sobre Hohentwiel

Hohentwiel es una pequeña montaña de 686 metros de altitud que se encuentra en la zona de Hegau, en el estado alemán de Baden-Wurtemberg, y que forma parte realmente de la ciudad de Singen (Hohentwiel), en el entorno de lago de Constanza. Hace unos 15 millones de años comenzó en esta área una actividad sísmica en la que este monte era un volcán que más tarde terminaría perdiendo toda su vitalidad.

## Historia
La actividad humana en esta cumbre se data en torno a unos 9000 años atrás, a partir de vestigios de la baja Edad de Piedra. Otro tipo de vestigios posteriores son los celtas. Hoy en día se encuentran en lo alto de la colina las ruinas del fuerte denominado con el mismo nombre (Hohentwiel) cuya primera construcción es del año 915 de nuestra era.
En la Edad Media hubo un convento en su cima, que posteriormente fue trasladado a Stein am Rhein.
El 24 de mayo de 1538 Ulrico de Wurtemberg, adquirió su propiedad construyendo una importante fortaleza, que a pesar de sus repetidos asaltos no pudo ser ocupada durante la Guerra de los Treinta Años. Siendo a partir de julio de 1635 el único territorio del Ducado de Wurtemberg, no ocupado por las tropas imperiales, después de la rendición de Asperg y Bad Urach.
Desde el siglo XIX, bajo el dominio de Napoleón, ya comenzó el lugar a ser un destino turístico, algo que se ha extendido bastante los últimos años.
Hoy en día la montaña se encuentra atravesada subterráneamente por un túnel, que es, con 800 metros de longitud, el más largo de todo Baden-Wurtemberg.